# Lekkoatletyka na Letnich Igrzyskach Paraolimpijskich 2004 – bieg na 100 metrów kl. T12 mężczyzn
W biegu na 100 metrów kl. T12 mężczyzn podczas Letnich Igrzysk Paraolimpijskich 2004 rywalizowało ze sobą 30 zawodników.

## Wyniki

### Eliminacje
Bieg 1
| Poz. | Zawodnik            | Narodowość       | Rezultat | Uwagi |
| ---- | ------------------- | ---------------- | -------- | ----- |
| 1    | Adekundo Adesoji    | Nigeria          | 10.77    | Q, PR |
| 2    | Oduver Daza         | Wenezuela        | 11.50    |       |
| 3    | Abdulhadi Al Yousef | Arabia Saudyjska | 11.55    |       |
|      | Oleg Panyutin       | Azerbejdżan      | DNF      |       |

Bieg 2
| Poz. | Zawodnik             | Narodowość | Rezultat | Uwagi |
| ---- | -------------------- | ---------- | -------- | ----- |
| 1    | Ricardo Santana      | Wenezuela  | 10.98    | Q     |
| 2    | Chararn Kajornvech   | Tajlandia  | 11.52    |       |
| 3    | Juan Antonio Nogales | Hiszpania  | 11.67    |       |

Bieg 3
| Poz. | Zawodnik         | Narodowość | Rezultat | Uwagi |
| ---- | ---------------- | ---------- | -------- | ----- |
| 1    | Jose Villareal   | Wenezuela  | 11.28    | Q     |
| 2    | Ahmed Belhaj Ali | Tunezja    | 11.55    |       |
|      | Redouane Merah   | Algieria   | DNF      |       |

Bieg 4
| Poz. | Zawodnik          | Narodowość        | Rezultat | Uwagi |
| ---- | ----------------- | ----------------- | -------- | ----- |
| 1    | Duan Qifeng       | Chiny             | 11.35    | Q     |
| 2    | Nelacey Porter    | Stany Zjednoczone | 11.41    | q     |
| 3    | Alaksandr Batsian | Białoruś          | 11.71    |       |
| 4    | Sello Mothebe     | Lesotho           | 12.51    |       |

Bieg 5
| Poz. | Zawodnik           | Narodowość        | Rezultat | Uwagi |
| ---- | ------------------ | ----------------- | -------- | ----- |
| 1    | Li Qiang           | Chiny             | 11.21    | Q     |
| 2    | Hilton Langenhoven | Południowa Afryka | 11.33    | q     |
| 3    | Andrey Koptev      | Rosja             | 11.45    |       |
| 4    | Zoubeirou Issaka   | Niger             | 13.90    |       |

Bieg 6
| Poz. | Zawodnik               | Narodowość | Rezultat | Uwagi |
| ---- | ---------------------- | ---------- | -------- | ----- |
| 1    | Francisco Jose Sanchez | Hiszpania  | 11.28    | Q     |
| 2    | Daniel Woźniak         | Polska     | 11.40    | q     |
| 3    | Matteo Tassetti        | Włochy     | 11.91    |       |
| 4    | Loukmane Nassirou      | Benin      | 13.30    |       |

Bieg 7
| Poz. | Zawodnik             | Narodowość | Rezultat | Uwagi |
| ---- | -------------------- | ---------- | -------- | ----- |
| 1    | Li Yansong           | Chiny      | 11.32    | Q     |
| 2    | Ioannis Stavridis    | Grecja     | 11.40    | q     |
| 3    | Igor Pashchenko      | Ukraina    | 11.73    |       |
| 4    | Mohd Hisham Khaironi | Malezja    | 11.84    |       |

Bieg 8
| Poz. | Zawodnik           | Narodowość | Rezultat | Uwagi |
| ---- | ------------------ | ---------- | -------- | ----- |
| 1    | Matthias Schroeder | Niemcy     | 11.15    | Q     |
| 2    | Goran Zezelj       | Chorwacja  | 11.57    |       |
| 3    | Julio Souza        | Brazylia   | 11.79    |       |
| 4    | Richard Souci      | Mauritius  | 12.51    |       |

### Półfinały
Bieg 1
| Poz. | Zawodnik         | Narodowość        | Rezultat | Uwagi |
| ---- | ---------------- | ----------------- | -------- | ----- |
| 1    | Adekundo Adesoji | Nigeria           | 10.78    | Q     |
| 2    | Nelacey Porter   | Stany Zjednoczone | 11.06    |       |
| 3    | Li Yansong       | Chiny             | 11.24    |       |
| 4    | Jose Villarreal  | Wenezuela         | 11.36    |       |

Bieg 2
| Poz. | Zawodnik               | Narodowość | Rezultat | Uwagi |
| ---- | ---------------------- | ---------- | -------- | ----- |
| 1    | Ricardo Santana        | Wenezuela  | 11.04    | Q     |
| 2    | Ioannis Stavridis      | Grecja     | 11.32    |       |
| 3    | Francisco Jose Sanchez | Hiszpania  | 11.37    |       |
|      | Duan Qifeng            | Chiny      | DNS      |       |

Bieg 3
| Poz. | Zawodnik           | Narodowość        | Rezultat | Uwagi |
| ---- | ------------------ | ----------------- | -------- | ----- |
| 1    | Matthias Schroeder | Niemcy            | 11.91    | Q     |
| 2    | Li Qiang           | Chiny             | 11.25    |       |
| 3    | Hilton Langenhoven | Południowa Afryka | 11.37    |       |
| 4    | Daniel Woźniak     | Polska            | 15.80    |       |

### Finały
Finał B
| Poz. | Zawodnik           | Narodowość        | Rezultat | Uwagi |
| ---- | ------------------ | ----------------- | -------- | ----- |
| 1    | Li Yansong         | Chiny             | 11.27    |       |
| 2    | Ioannis Stavridis  | Grecja            | 11.27    |       |
| 3    | Li Qiang           | Chiny             | 11.31    |       |
| 4    | Hilton Langenhoven | Południowa Afryka | 11.40    |       |

Finał A
| Poz. | Zawodnik           | Narodowość        | Rezultat | Uwagi |
| ---- | ------------------ | ----------------- | -------- | ----- |
| 1    | Adekundo Adesoji   | Nigeria           | 10.75    | WR    |
| 2    | Ricardo Santana    | Wenezuela         | 10.96    |       |
| 3    | Matthias Schroeder | Niemcy            | 11.00    |       |
| 4    | Nelacey Porter     | Stany Zjednoczone | 11.05    |       |